# Kaczor (nazwisko)
Kaczor – polskie nazwisko. Na początku lat 90. XX wieku ogółem w Polsce mieszkało ok. 14 tys. osób o nazwisku Kaczor.
Osoby noszące to nazwisko:
- Joanna Kaczor (ur. 16 września 1984 we Wrocławiu) – polska siatkarka reprezentacji Polski.
- Joanna Kaczor (ur. 27 grudnia 1981) – polska lekkoatletka
- Kacper Kaczor (ur. 29 czerwca 1999) – polski judoka
- Kazimierz Kaczor (ur. 9 lutego 1941 w Krakowie) – polski aktor teatralny i filmowy, artysta kabaretowy.
- Roman Kaczor (ur. 3 września 1956 w Oławie) – polski polityk, samorządowiec, poseł na Sejm VI kadencji.
- Stanisław Batowski Kaczor (ur. 1866 we Lwowie, zm. 1946 we Lwowie) – lwowski malarz-batalista.
- Stanisław Kaczor (ur. 19 września 1924 w Dzierżąźni, zm. 7 listopada 2014) – polski pedagog
- Tadeusz Kaczor (ur. 10 stycznia 1947) – konsul honorowy Węgier, przedsiębiorca, filantrop